# Pikui
Pikui (ukrainsk: Піку́й) er med 1.405 moh. det højeste bjerg i Bieszczadybjergene i Lviv Oblast i Ukraine og en del af Skovkarpaterne i de Østlige Karpater.
Pikui ligger på grænsen mellem Lviv og Zakarpatska oblast. Det ligger i et vigtigt vandbeskyttelsesområde, og er en del af det nationale landskabsreservat "Pikui".
Navnet på bjergene har sandsynligvis trakisk eller illyrisk oprindelse.